# معماری گوتیک فرانسوی
معماری گوتیک فرانسوی (Gothique primitif) یک سبک معماری است که از سال ۱۱۴۰ میلادی در کشور فرانسه ظهور کرد و تا اواسط قرن ۱۶ میلادی نیز رواج داشت. برجسته‌ترین نمونه‌های کلیساهای بزرگ فرانسه از جمله کلیسای نوتردام پاریس، کلیسای جامع رنس، کلیسای سن-شپل و کلیسای جامع شارتر از آن جمله هستند